# 浜松市立高等学校
浜松市立高等学校（はままつしりつこうとうがっこう）は、静岡県浜松市中央区広沢一丁目にある市立高等学校。浜松市で唯一、市が設置する高校である。2004年度までは静岡県内唯一の公立女子校であったが、2005年度から男女共学になった。

## 概要
- 1959年創立。校訓は“誠・愛・節”。『規律ある進学校』をモットーに、『チームいちりつ』をキャッチフレーズに掲げている。
- 運動部、文化部ともに部活動が大変盛ん（テニスを校技としており、入学時にテニスシューズを購入しなければならないが、もともと持っている場合は買わなくても良い）であり、300人以上の生徒が毎年全国大会に出場している(全校生徒は約1200人)。
- 伝統的な三本線のイカネクタイのセーラー服が目印であったが、2005年度に男女共学にともないブレザーの制服に変更した。

制服のブレザーのボタンには旧浜松市のマークに似た校章があしらわれている。
冬服のYシャツは水色で、女子は青と紺と水色の縞模様のリボン、男子は同じ縞模様のネクタイを装着する。夏服は濃い水色で襟が白いYシャツ。
なお2008年度の新入生から、それまでの厚手の生地から薄い生地へと変わったが、デザイン自体は変わっていない。
制服のスカート、ズボンは灰色のチェック柄。女子は白・黒・紺ソックス、黒タイツが許可されている。
2023年11月から女子生徒用のスラックスが導入された。
ブレザータイプの他の学校と比較しても人気のある制服である。
- 市民からは“いちりつ”という愛称で親しまれているが、市外地域民や在校生の中では“はまいち”と呼ばれることの方が多い。
- 2007年度には、将来、母国と日本の架け橋になるような人を育てるため、外国人を対象にインターナショナルクラス開設。2020年度には募集停止。
- また2010年度からは民間人校長を登用し、民間における人材育成や企業経営等のノウハウを導入してキャリア教育を推進している。

## 教育課程
3学期制。

### コース制

#### 1年
- 普通コース *特進コース[2クラス]

#### 2年・3年
- 文系Iコース
- 文系IIコース
- 文系特進コース
- 理系コース
- 理系特進コース

## 生徒会活動、部活動など

### 生徒会
生徒会執行部が委員会と協力して、行事の企画、運営を行う。

### 部活動
運動部
- 水泳部（男女）
- テニス部（男女）
- 陸上競技部（男女）
- ソフトボール部（女）
- 野球部（男）
- サッカー部（男）
- バレーボール部（男女）
- バスケットボール部（女）
- バドミントン部（女）
- 卓球部（男女）
- 剣道部（男）
- 弓道部（男女）
- なぎなた部（女）
- 新体操部（女）
- 創作ダンス部（女）

文化部
- 吹奏楽部
- マンドリン部
- 合唱部
- 演劇部
- 茶道部
- 華道部
- 書道部
- 箏曲部
- 美術部
- 自然科学部
- 放送部
- 文芸部
- 食物研究部
- 作画研究部
- 情報処理部
- 写真部
- 英語部

- 運動部については、バスケットボール部、バドミントン部など男子部がない部活動もある。
- 部活動は先述のとおり運動部・文化部ともに大変盛んであり、全国出場を果たしている部活動も多々ある。なかでも全国屈指の実力を誇る陸上競技部のほか、バレーボール部、バスケットボール部、硬式テニス部、水泳部、新体操部、なぎなた部、マンドリン部、合唱部、吹奏楽部、放送部などが有名である。

陸上部は2007年の佐賀インターハイに於いて男子学校対抗で32得点を獲得して、創部僅か3年目にして総合優勝を飾ったのを筆頭に、女子も2013年の大分インターハイに於いて初の総合優勝に輝く。また実業団や大学生チームも出場するリレー競技最高峰の大会、日本選手権リレー（1600mR）にて第96回大会に銅メダル、翌年の第97大会には同種目で23年ぶり史上2校目となる高校生チームによる日本一に輝いた。2023年には女子第35回全国高等学校駅伝競走大会に出場した。近年は男女共に高校日本代表選手も輩出しており、昨今、高校陸上競技界を牽引する目覚しい活躍を見せている。
吹奏楽部（マーチングバンド）は、「第40回マーチングバンド・カラーガード全国大会」、「第41回マーチングバンド・カラーガード全国大会」にて2年連続金賞を受賞している。2017年より、マーチングバンドとコンサートバンドが統合し、一つとなった。
マンドリン部は第38回全国高校ギター・マンドリンフェスティバルに於いて文部科学大臣賞（最高賞）を受賞する。
放送部は、NHK杯全国高校放送コンテストの第63回ラジオドキュメント部門、第68回テレビドキュメント部門で優勝、ＮＨＫ杯、文部科学大臣賞を受賞した。

## 事件
2017年5月21日午前、サッカー部所属の1年生男子部員（当時15歳）が佐鳴湖を1周して戻る約10キロのランニング練習中に倒れ、近隣の住人が発見。病院に搬送して意識が回復するも同年10月31日に容態が急変し熱中症が原因による多臓器不全で死亡。

## 施設

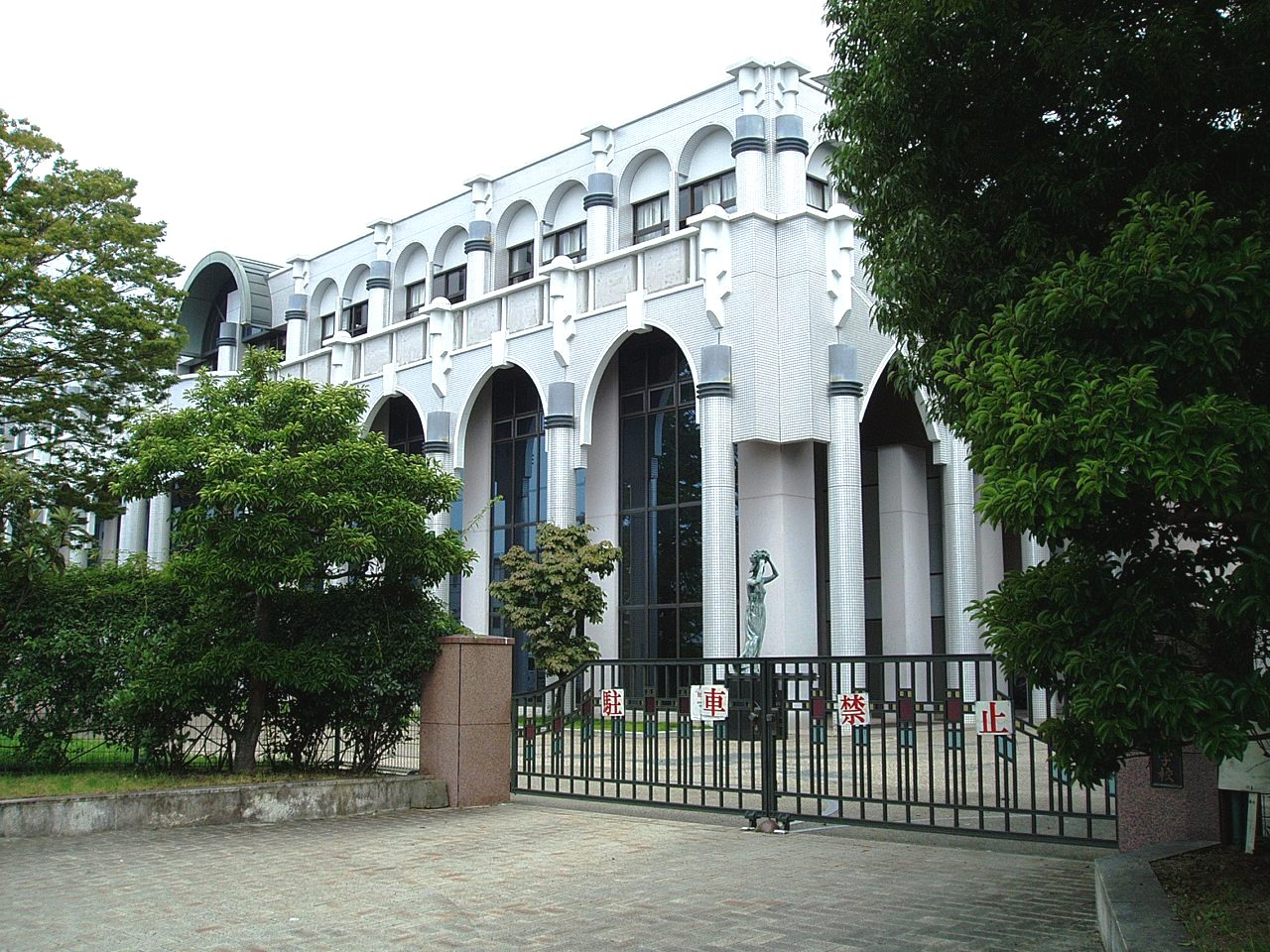
講堂（敷地外から撮影）

教室棟は5階建て、他の2つの棟は3階建て校舎。校舎の上ではカリヨンが校歌を奏でている。ポプラ並木が特徴。昇降口正面階段は通称、宝塚階段と呼ばれている。
なお、カリヨンは騒音などの関係で2025年現在、普段鳴ることはない。
1993年(平成5年)迄使用された旧本校舎の最上階には、生徒の授業用に球形の天体プラネタリウムが常設されていたが、新しい校舎への引き継ぎがされず、旧校舎と共に取り壊された。

### 主な施設
- 図書館
- 講堂
- ホワイエ
- 体育館
- 卓球場
- メモリアルコート
- 購買
- プール
- 武道館
- ピアノレッスン室
- SA室
- コモンスペース
- 進路室
- ダンス場
- トレーニングルーム
- テニスコート
- グラウンド
- 誠玲館（宿泊施設）

## 行事
- 4月 - 入学式、1学期始業式、対面式
- 5月 - 中間テスト
- 6月 - 萌葱祭(文化祭)
- 7月 - 期末テスト、1学期終業式、英国語学研修
- 8月 - 中学生一日体験入学、2学期始業式
- 9月 - 体育大会、新体力テスト
- 10月 - 中間テスト、校外研修(遠足)
- 11月 - 文化講演会、期末テスト
- 12月 - 修学旅行、2学期終業式
- 1月 - 3学期始業式、大学入学共通テスト
- 2月 - 郊外走、学年末テスト
- 3月 - 卒業式、球技大会、修了式

## 沿革
- 1901年 - 静岡県浜松高等女学校として開校
- 1901年 - 浜松町立浜松高等女学校に改称
- 1911年 - 浜松市立浜松高等女学校に改称
- 1945年 - 戦災により校舎焼失
- 1947年 - 浜松市広沢町（現在地）に校舎が完成し移転
- 1948年 - 浜松市立女子商業学校と合併し、浜松市立高等学校に改称
- 1994年 - 校舎改築工事完了
- 2005年 - 男女共学となる

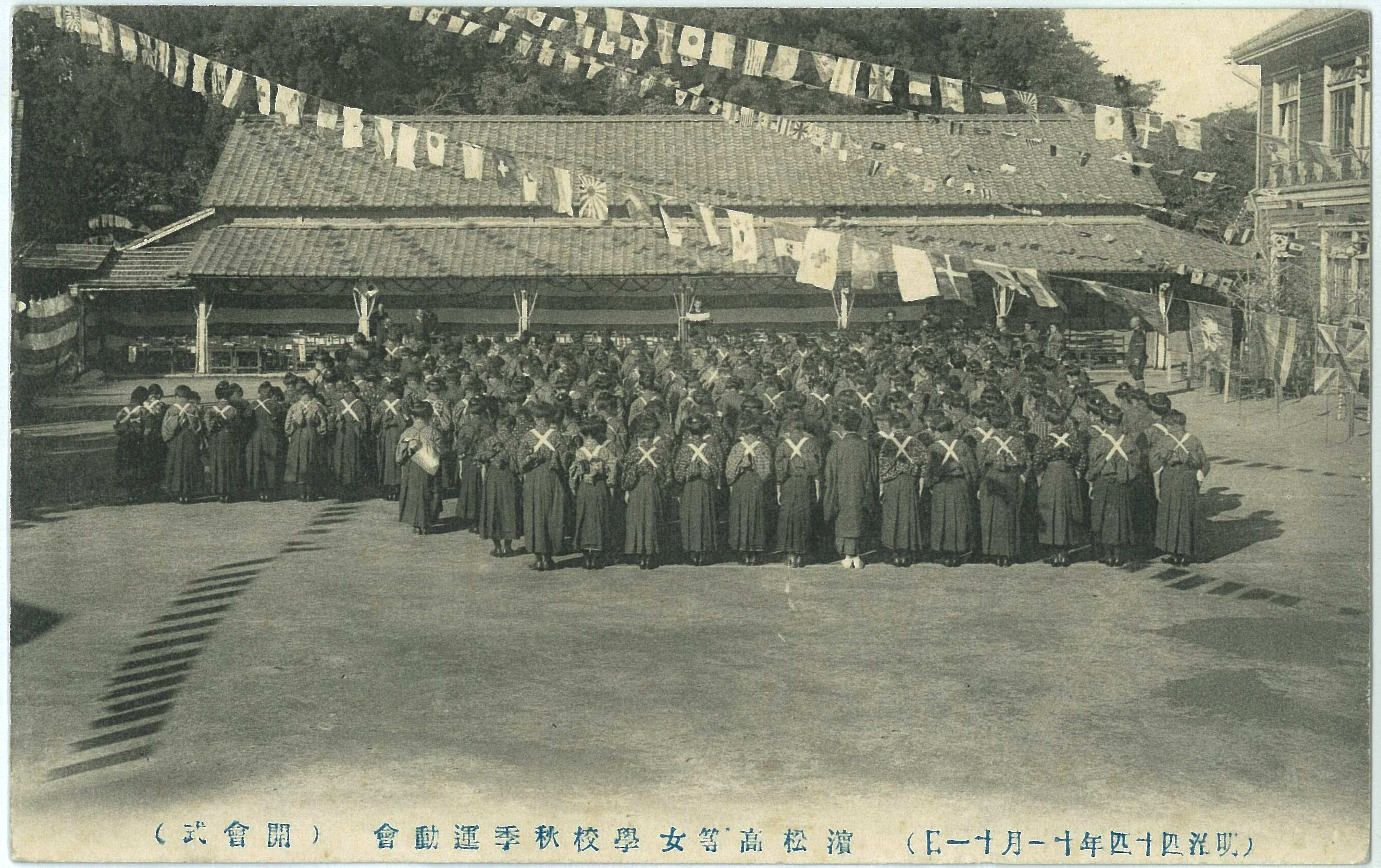
明治時代の運動会・開会式（1911年11月11日）
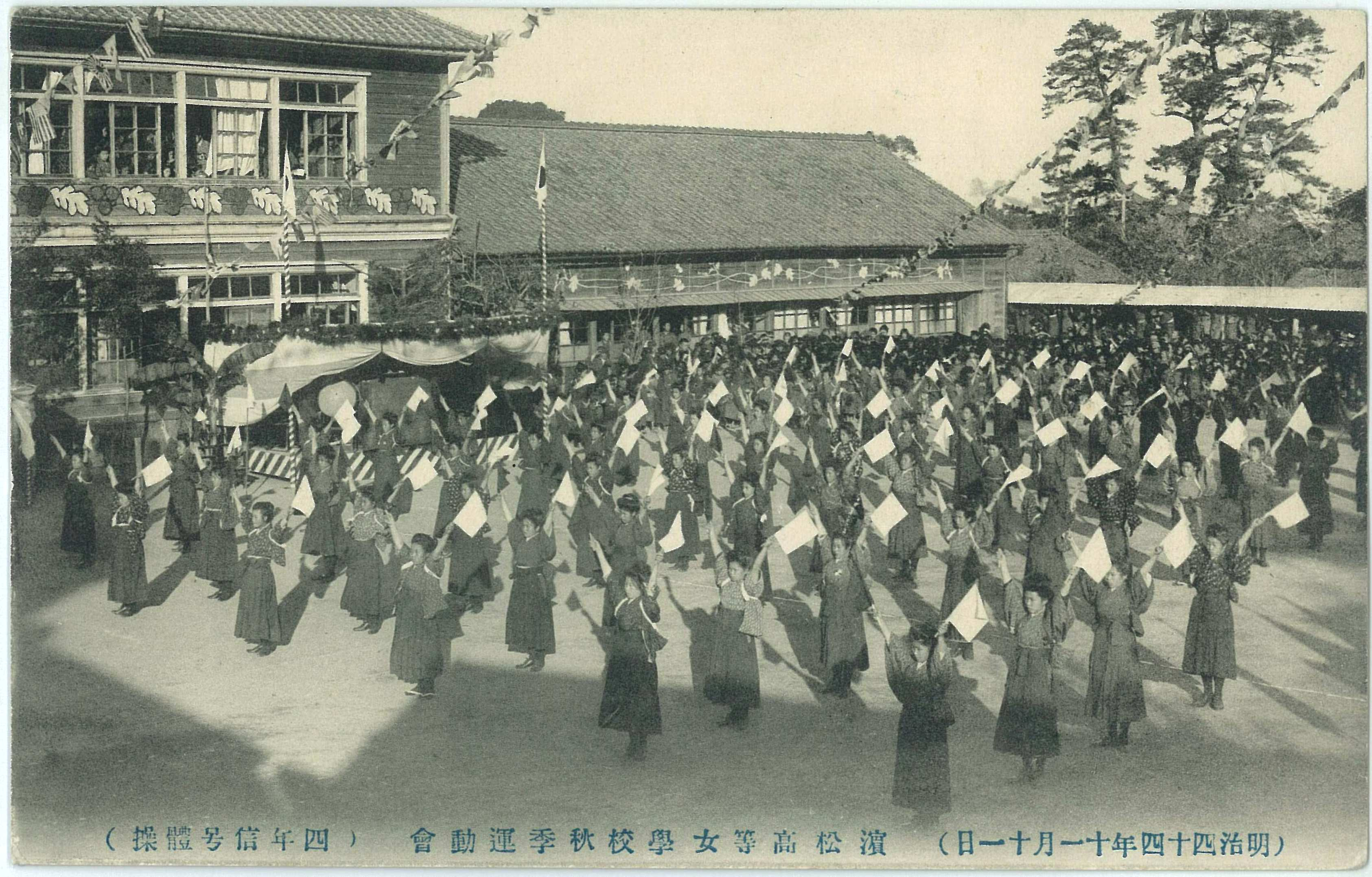
明治時代の運動会・4年の信号体操「ハママツのハ」（1911年）
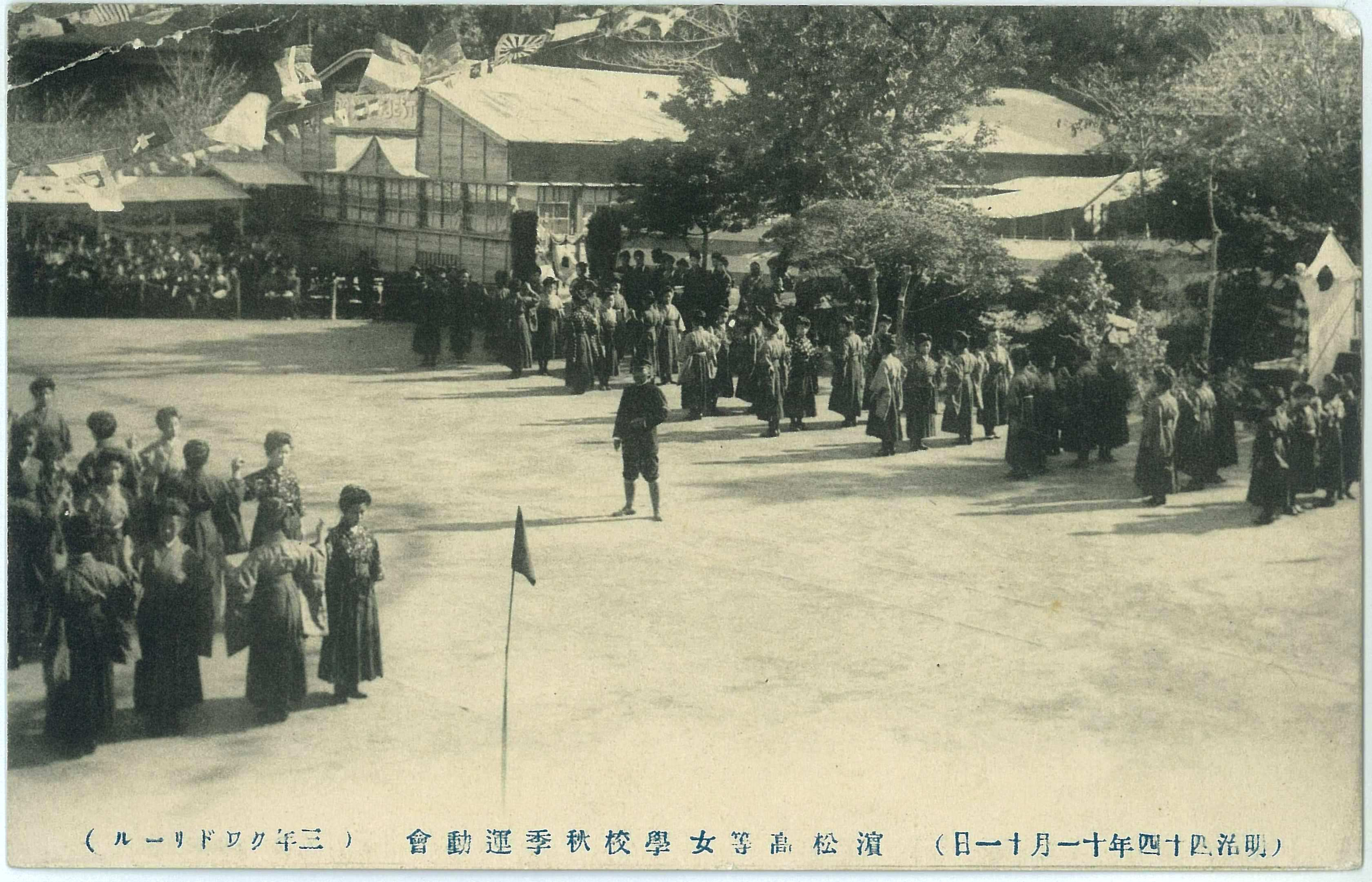
明治時代の運動会・3年のカドリール（1911年）
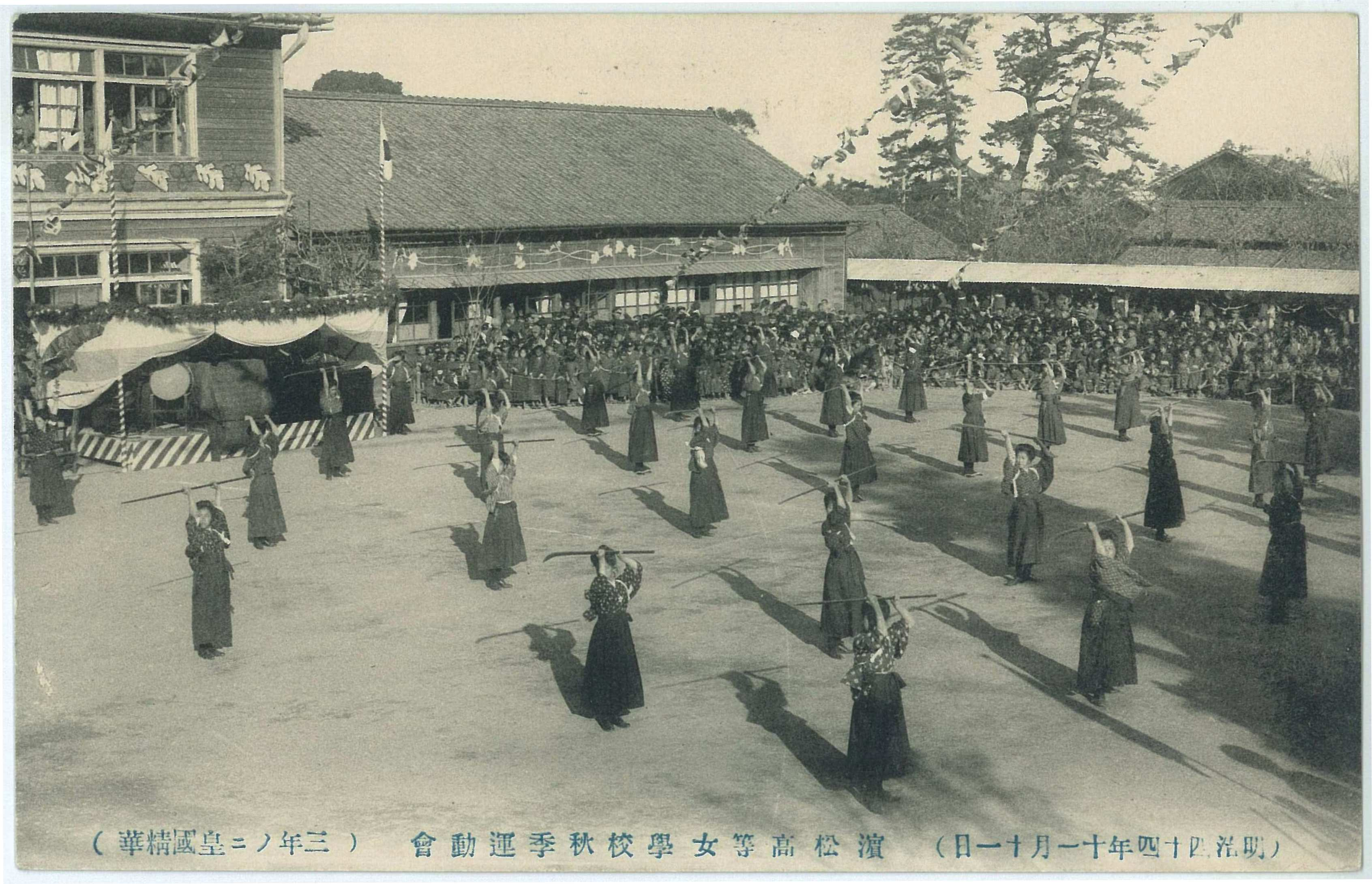
明治時代の運動会・3年のなぎなた演武「皇国精華」（1911年）

## アクセス
- 浜松駅バスターミナル2のりばより、遠鉄バス8医療センターまわり富塚じゅんかん、8-22大平台線（広沢・医療センター経由）、8-33伊佐見線に乗車、「市立高校」バス停下車。

## 著名な出身者
- 鷹野つぎ - 作家
- 河野多麻 - 国文学者
- 柳澤紀子 - 武蔵野美術大学造形学部教授
- 戸塚貴久子 - フリーアナウンサー
- 倉本由布 - 作家
- 笹瀬弘樹 - 陸上競技選手、スズキ浜松アスリートクラブ所属
- 杉浦はる香 - 陸上競技選手
- 田中道子 - ファッションモデル、女優
- 松本奈菜子（陸上選手）[2]